# Eilema shansica
Eilema shansica är en fjärilsart som beskrevs av Daniel 1954. Eilema shansica ingår i släktet Eilema och familjen björnspinnare. Inga underarter finns listade i Catalogue of Life.